# Viktor Urbantschitsch

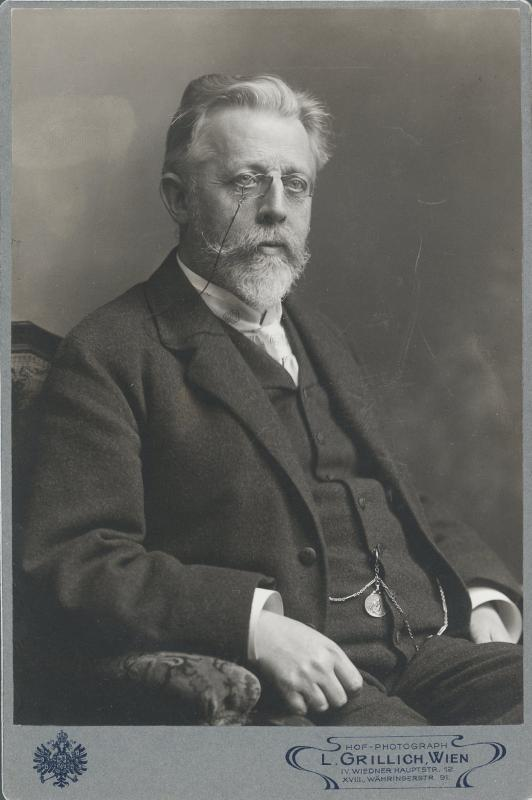
Viktor Urbantschitsch

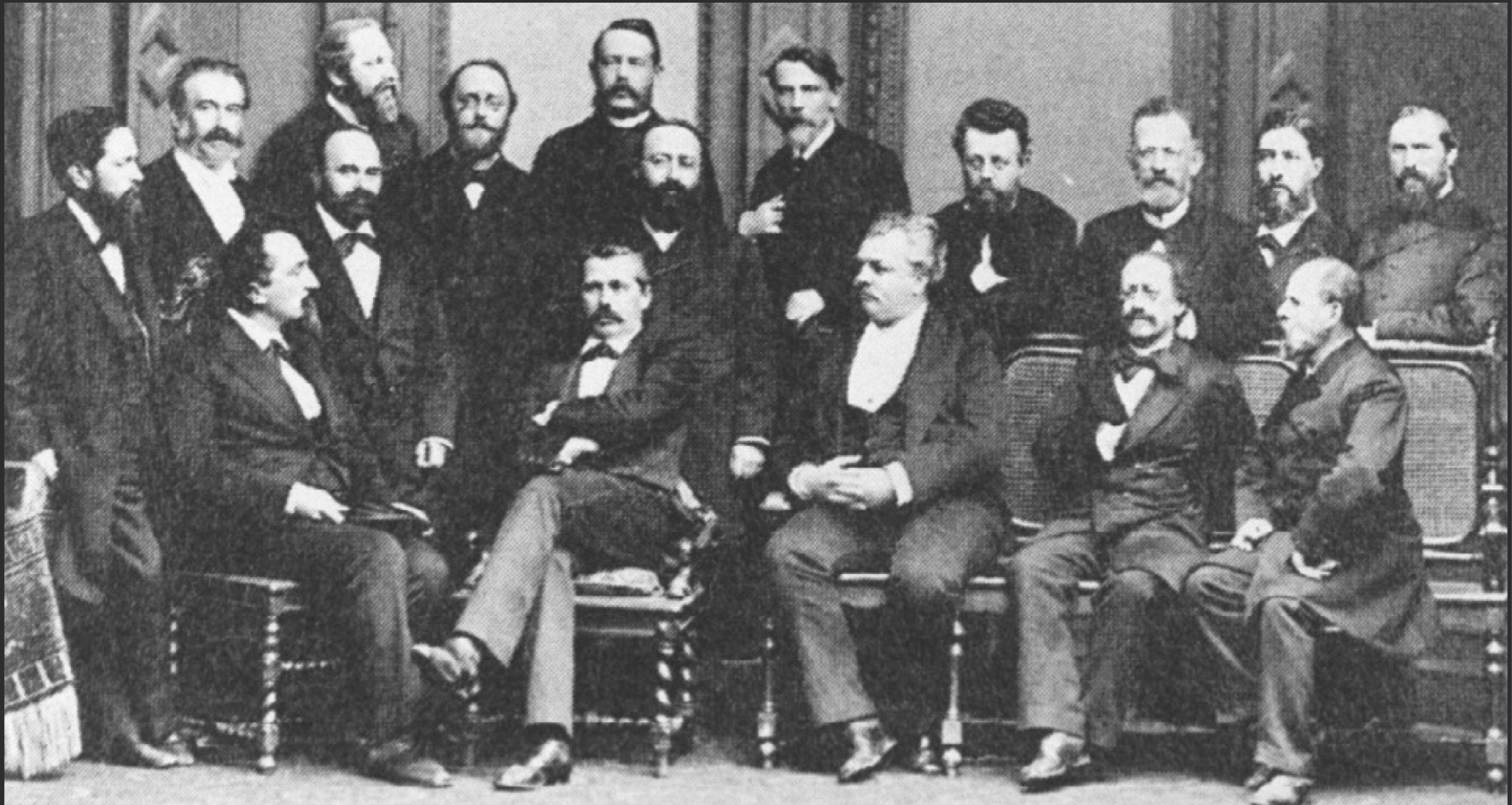
Die Abteilungsvorstände der Allgemeinen Poliklinik in Wien um 1885.
Von links, sitzend:
Alois Monti, Johann Schnitzler, Robert Ultzmann, Jakob Hock, Samuel Siegfried Karl von Basch;
von links stehend:
August Leopold von Reuss, Emil Stoffella, Wilhelm Winternitz, Leopold Oser, Anton von Frisch, Hans von Hebra, Ludwig Fürth, Moriz Benedikt, Viktor Urbantschitsch, Max Herz, Anton Wölfler, Ludwig Bandl

Viktor Urbantschitsch (* 10. September 1847 in Wien; † 17. Juni 1921 ebenda) war ein österreichischer Mediziner und Facharzt der Hals-Nasen-Ohren-Heilkunde. Er gilt als Mitbegründer der modernen Ohrenheilkunde.

## Leben
Nach seinem Medizinstudium unter Josef Hyrtl, Carl von Rokitansky und Ernst Wilhelm von Brücke in Wien spezialisierte er sich auf autodidaktischem Wege zum Facharzt für Hals-, Nasen- und Ohrenheilkunde. Er wurde 1870 promoviert und arbeitete ab 1872 als Ohrenarzt an der Wiener allgemeinen Poliklinik. 1873 wurde er an der Universität Wien zum Dozent der Ohrenheilkunde habilitiert. Ab 1892 erteilte er ortho-phonetischen und ortho-akustischen Unterricht an der niederösterreichischen Landestaubstummenanstalt Wien-Döbling. 1907 übernahm er die Leitung der Universitätsohrenklinik mit den Schwerpunkten Otologie, Pathologie und Therapie der Gehörerkrankungen. Emil Fröschels begann 1908 unter seiner Leitung zu arbeiten, um Ohrenarzt zu werden.
Viktor Urbantschitsch war der Vater von Rudolf Urbantschitsch, der Großvater von Victor Urbancic und Elisabeth Urbancic und der Urgroßvater von Christoph Waltz. Er wurde am Döblinger Friedhof bestattet.

## Werk
Um 1900 wurde die erste Hörerziehungsbewegung durch die Theorien und praktischen Erfolge der Ohrenärzte Viktor Urbantschitsch und Friedrich Bezold ausgelöst.
Urbantschitsch machte erste Erfahrungen mit einem taubstummen Knaben in der Wiener Poliklinik. Diese setzte er mit seinen ortho-phonetischen und ortho-akustischen Übungen an der Landestaubstummenanstalt in Wien-Döbling fort. Wie Jean Marie Gaspard Itard versuchte er die noch vorhandene Hörreste durch eine von ihm entwickelte „Hörgymnastik“ physisch zu verbessern, um das Gehör aus der „Inaktivitätslethargie“ seiner Hörschnecke zu erwecken.
Durch die Hörübungen sollte eine erste „Hörspur“ gelegt werden, der sich Ton-, Vokal-, Wort- und Satzgehör anschließen würden. Damit sollte eine Optimierung der Wahrnehmung durch Wahrnehmenssteigerung für früher nicht hörbare Schallquellen ermöglicht werden. Er empfahl, bereits vor dem Eintritt in die Schule mit einer strukturierten Hör- und Sprecherziehung zu beginnen. Mit seiner unisensorischen Vorgehensweise erreichte er mit seinem Individuellen Hörerziehungsprogramm bei Schülern zweier Wiener Gehörlosenschulen beachtenswerte Erfolge. Seine Forschungsergebnisse publizierte er 1895 in Über Hörübungen bei Taubstummheit und bei Ertaubung im späten Lebensalter und 1899 Über methodische Hörübungen und deren Bedeutung für Schwerhörige.
Bezold konnte nachweisen, dass die Höreindrücke durch diese Hörübungen nur psychisch verwertet wurden und keine physische Verbesserung des Gehörs erreicht werden konnte. Urbantschitsch war jedoch der Meinung, dass die Hörtherapie auch ohne eigentliche Hörsteigerung durch eine bessere Ausnutzung des vorhandenen Gehörs eine Verbesserung der Hörauffassung erreichen konnte. Obwohl Urbantschitschs Erfolge angezweifelt wurden, führten sie zur unisensorischen Hörerziehung mit elektronischen Hörgeräten und von dieser zur auditiv-verbalen Therapie. Susann Schmid-Giovannini begann 1949 in Wien anhand der Methode von Urbantschitsch eine auditiv-verbale Therapie zu entwickeln. Da es die ersten Hörgeräte in Österreich erst in den 1950er Jahren gab, verwendete sie für ihr Hörtraining anfänglich das ärztliche Stethoskop, das sie den Kindern in die Ohren steckte, während sie in die Membrane sprach.
Bei seinen Forschungen im Bereich der Aufmerksamkeit stellte Urbantschitsch fest, dass bei sehr schwachen Reizen, wie dem leisen Ticken einer Armbanduhr, periodische Schwankungen der Aufmerksamkeit nachweisbar sind, die eine Phasenlänge von fünf bis acht Sekunden aufweisen.
Mit seinem Buch Über subjektive optische Anschauungsbilder im Jahre 1907 begründete Urbantschitsch die psychologische Lehre der Eidetik.

## Auszeichnungen
Auswahl der Dekorationen, sortiert nach den Angaben des Hof- und Staatshandbuches der Österreichisch-Ungarischen Monarchie von 1918.
- Jubiläums-Erinnerungsmedaille für Zivilstaatsbedienstete
- Jubiläumskreuz für Zivilstaatsbedienstete
- Kommandeur des Ordens der Krone von Rumänien
- Kommandeur des griechischen Erlöser-Ordens
- Bulgarischer Zivilverdienstorden 3. Klasse[3]

## Schriften
- Über die Anomalie des Geschmackes, der Tastempfindung und der Speichelsecretion in Folge von Erkrankungen der Paukenhöhle. Stuttgart 1876
- Über Hörübungen bei Taubstummheit und bei Ertaubung im späteren Lebensalter. Verlag Urban & Schwarzenberg, Wien 1895
- Lehrbuch der Ohrenheilkunde. Verlag Urban & Schwarzenberg, Wien 1880
- Über methodische Hörübungen und deren Bedeutung für Schwerhörige. Wien 1899
- Über methodische Hörübungen und deren Bedeutung für Schwerhörige, Ertaubte und Taubstumme. Verlag Urban & Schwarzenberg, Wien 1901
- Über subjektive optische Anschauungsbilder. Verlag Franz Deuticke, Wien 1907
- Über subjektive Hörerscheinungen und subjektive optische Anschauungsbilder: eine psycho-physiologische Studie. Verlag Franz Deuticke, Wien 1908
- Über Störungen des Gedächtnisses infolge von Erkrankungen des Ohres. Verlag Urban & Schwarzenberg, Wien 1918